# Sheikh Abdulkadir
Sheikh Abdulkadir (Mogadiscio, 1 de enero de 1982) es un futbolista somalí. Juega de arquero y su equipo actual es el Elman FC de la Primera División de Somalia. 

## Trayectoria
Sheikh Abdulkadir es hermano del anterior portero de la selección de Somalia, Hassan. Empezó su carrera, al igual que él, en las canteras del club Elman FC y debutó con el equipo en la temporada 2002. Tras hacer un buen torneo en ese año y el 2003, le valió ser convocado a la selección mayor. 
Jugó una temporada por el Simba SC de Tanzania, en el año 2004, junto con su compatriota Cisse Adan Abshir. Al año siguiente, volvió a su club de origen.

## Selección nacional
Sheikh Abdulkadir debutó con la camiseta somalí en la selección sub-20 ante Uganda en mayo del 2000, en el marco de un partido clasificatorio único a la segunda fase del clasificatorio al Mundial Sub-20 del 2001. Ese partido lo perdió Somalia por 2-1. Sin embargo, un mes antes había formado parte del plantel que jugó ante Camerún, los partidos de la primera ronda clasificatorios al Mundial Corea Japón 2002 como portero suplente. 
En agosto de 2003 es llamado a la selección para que juegue en las eliminatorias clasificatorias al Mundial Alemania 2006 por el técnico Ali Abdi Farah, arrebatándole el titularato a su hermano Hassan, quien no fue convocado. En efecto, un 16 de noviembre del 2003 debutó con la selección mayor enfrentando a Ghana en Acra. Sheikh vio vencida su portería en 5 ocasiones en ese partido. Luego en el partido de vuelta, jugado tres días después, le anotaron 2 goles, quedando así, Somalia en calidad de eliminado. 
Para el proceso clasificatorio al Mundial Sudáfrica 2010, nuevamente fue convocado. Esta vez, el equipo somalí enfrentaba a Yibuti. Se jugó dicho partido (a un solo partido en campo yibutiense) el 16 de noviembre del 2007, y Somalia lo perdió 1-0. Sheikh sufrió el gol de Hussein Yassin al minuto 84.
Formó parte de su selección en las ediciones de la Copa CECAFA desde el año 1999 hasta el 2008. 

## Clubes
| Club     | País     | Año         |
| -------- | -------- | ----------- |
| Elman FC | Somalia  | 2002 - 2004 |
| Simba SC | Tanzania | 2004        |
| Elman FC | Somalia  | 2005 -      |

## Palmarés

### Campeonatos nacionales
| Título                       | Club     | País     | Año  |
| ---------------------------- | -------- | -------- | ---- |
| Primera División de Somalia  | Elman FC | Somalia  | 2002 |
| Primera División de Somalia  | Elman FC | Somalia  | 2003 |
| Primera División de Tanzania | Simba SC | Tanzania | 2004 |

### Distinciones individuales
| Distinción                    | Año  |
| ----------------------------- | ---- |
| Mejor arquero de Somalia      | 2003 |
| Mejor arquero de Somalia      | 2004 |
| Mejor arquero de Somalia      | 2005 |
| Futbolista del año en Somalia | 2003 |

- Datos: Q6126965